# فیات ۱۲۷
فیات ۱۲۷ (Fiat ۱۲۷) خودرویی است که در سال‌های ۱۹۷۱—۱۹۸۳تولید شده‌است.
طراحی آن خودروهای موتور جلو-محور جلو بوده است.